# 1886 en science
| Années de la science : 1883 - 1884 - 1885 - 1886 - 1887 - 1888 - 1889    |
| Décennies de la science : 1850 - 1860 - 1870 - 1880 - 1890 - 1900 - 1910 |

Cet article présente les faits marquants de l'année 1886 en science.

## Événements

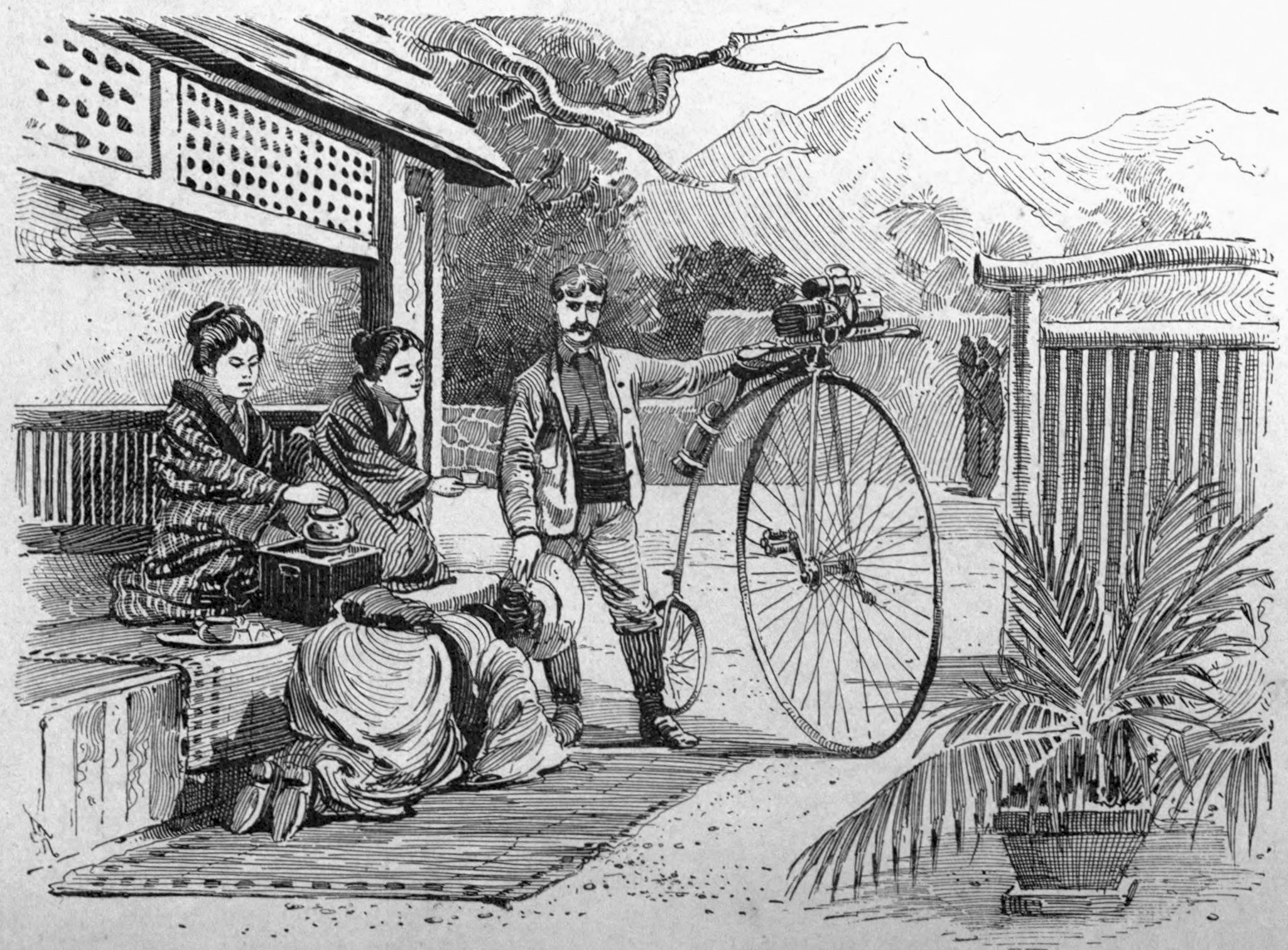
Thomas Stevens au Japon. Illustration tirée du livre sur ses voyages.

- 17 décembre : le journaliste britannique Thomas Stevens, parti d’Oakland en Californie le 22 avril 1884, achève à Yokohama le premier tour du monde à bicyclette sur un grand bi[1].

- 27 décembre : Louis Pasteur se voit décerner par l'Académie des sciences le prix Jean-Reynaud de l'Institut, pour ses recherches sur la rage, qui l'ont amené à découvrir le principe de vaccination[2].

- L'étude du paradoxe d'isostasie amène le géologue américain G. K. Gilbert à formuler le concept d’épirogenèse[3].

### Sciences physiques
- 6 février : le chimiste allemand Clemens Winkler  découvre l'élément chimique germanium[4].

- 26 juin : le chimiste français Henri Moissan isole le fluor par électrolyse[5].

- 13 novembre : le physicien allemand Heinrich Hertz démontre expérimentalement à l'Université de Karlsruhe l'existence des ondes électromagnétiques[6].

- En étudiant les tubes à décharge, le  physicien allemand Eugene Goldstein observe expérimentalement les rayons canaux ou rayons anodiques qui se dirigent en sens inverse des rayons cathodiques. Ernest Rutherford découvre en 1914 qu'il s'agit d'ions hydrogène, plus tard appelés protons[7].
- La galaxie lenticulaire NGC 1221 est découverte par l'astronome américain Francis Leavenworth[8].

### Technologie

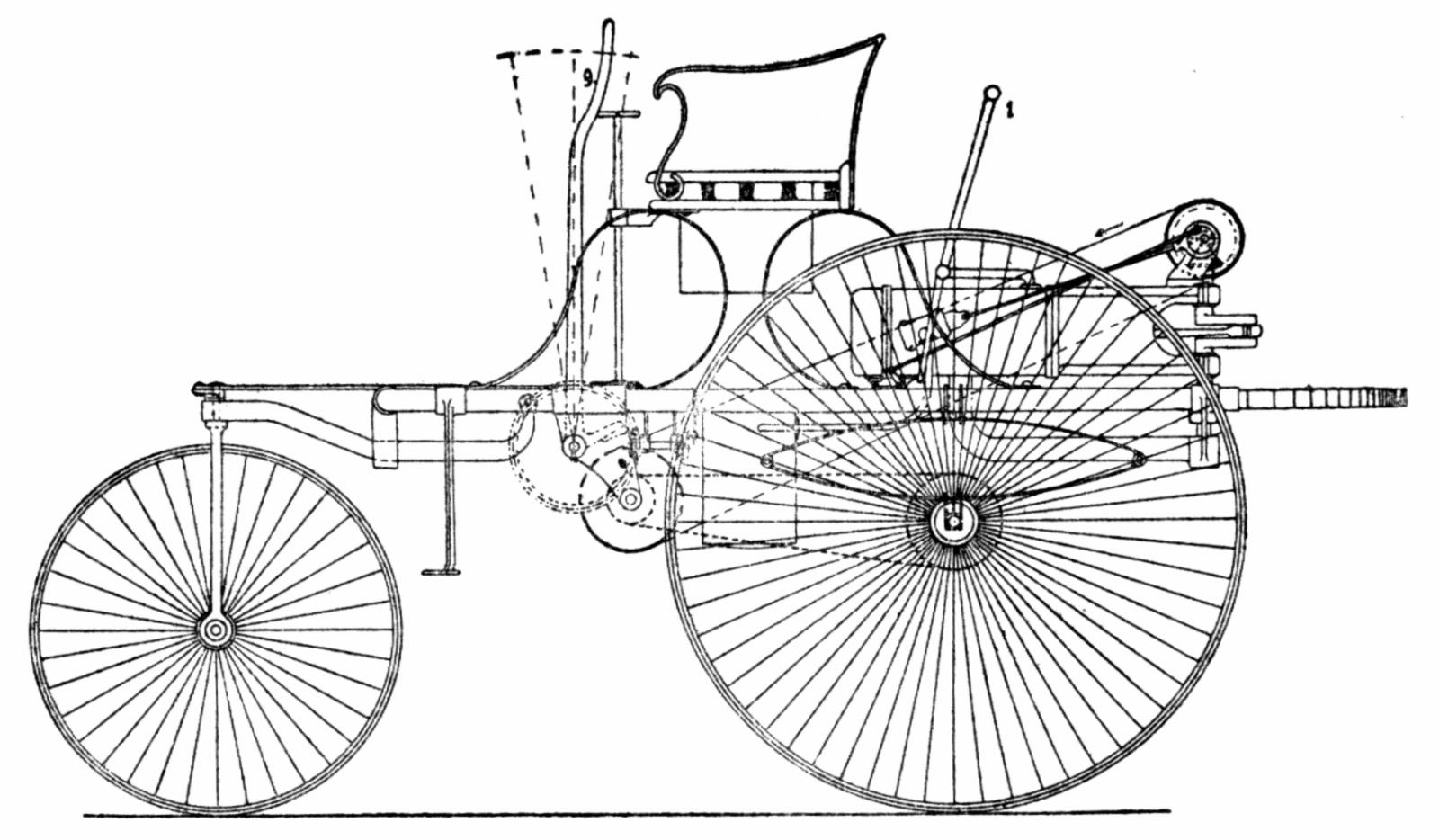
Benz Patent Motorwagen, dessin du brevet du 29 janvier 1886.

- 29 janvier : Carl Benz dépose la demande de brevet pour son automobile, la Benz Patent Motorwagen[9].

- 8 mars : Gottlieb Daimler  et Wilhelm Maybach adaptent leur moteur à explosion sur une voiture hippomobile et créent la première automobile à quatre roues, la Daimler Motorkutsche[10].
- 20 mars : George Westinghouse et William Stanley inaugurent le premier réseau électrique en courant alternatif à Great Barrington, dans le Massachusetts[11].

- 23 avril : le métallurgiste français Paul Héroult dépose la demande de brevet pour la production de l'aluminium par électrolyse, accordé le 1er septembre[12].

- 3 juillet : la première linotype d'Ottmar Mergenthaler est installée au New-York Tribune[13].
- 9 juillet : le chimiste américain Charles Martin Hall dépose la demande de brevet pour la fabrication de l’aluminium par électrolyse, découverte simultanément en France et aux États-Unis[14].

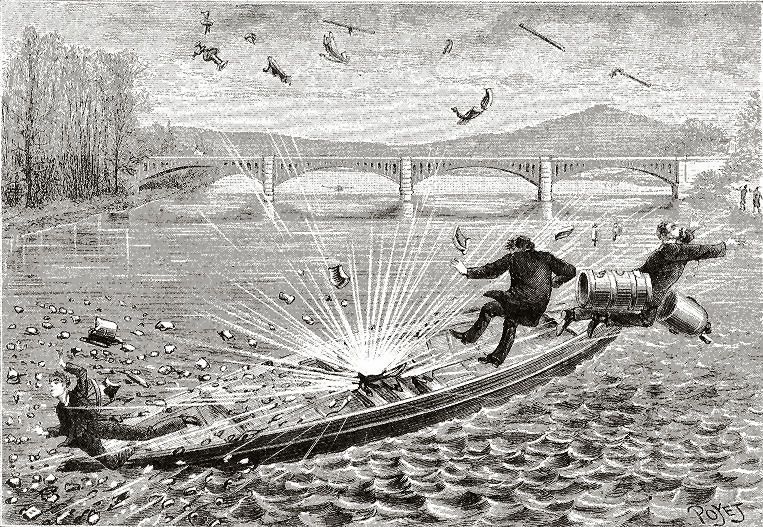
La catastrophe du 16 décembre 1886.

- 3 août : l'inventeur et journaliste roumain Alexandru Ciurcu et le journaliste français Just Buisson font la démonstration sur la Seine d'un bateau équipé d'un propulseur à réaction. Le 16 décembre Just Buisson et un jeune pilote sont tués à Asnières lors de l'explosion la machine motrice[15].

- 21 septembre ; le physicien américain William Stanley Junior obtient un brevet pour la  bobine à induction, le premier transformateur efficace de courant alternatif[16].

- 9 octobre : Gottlieb Daimler dépose la demande de brevet pour le bateau à moteur, le Neckar[17].

- 2 novembre : l'inventeur français Louis Le Prince dépose la demande de brevet intitulé : Method of and apparatus for producing animated pictures of natural scenery and life (Méthode et appareils pour reproduire des images animées de scène naturelle et de la vie) au Patent Office de Washington sous le numéro de série 217 809. Le brevet n’est enregistré que le 10 janvier 1888, sous le numéro 376247[18].
- 28 décembre : l'inventrice américaine Josephine Cochrane reçoit le premier brevet américain pour un lave-vaisselle[19].

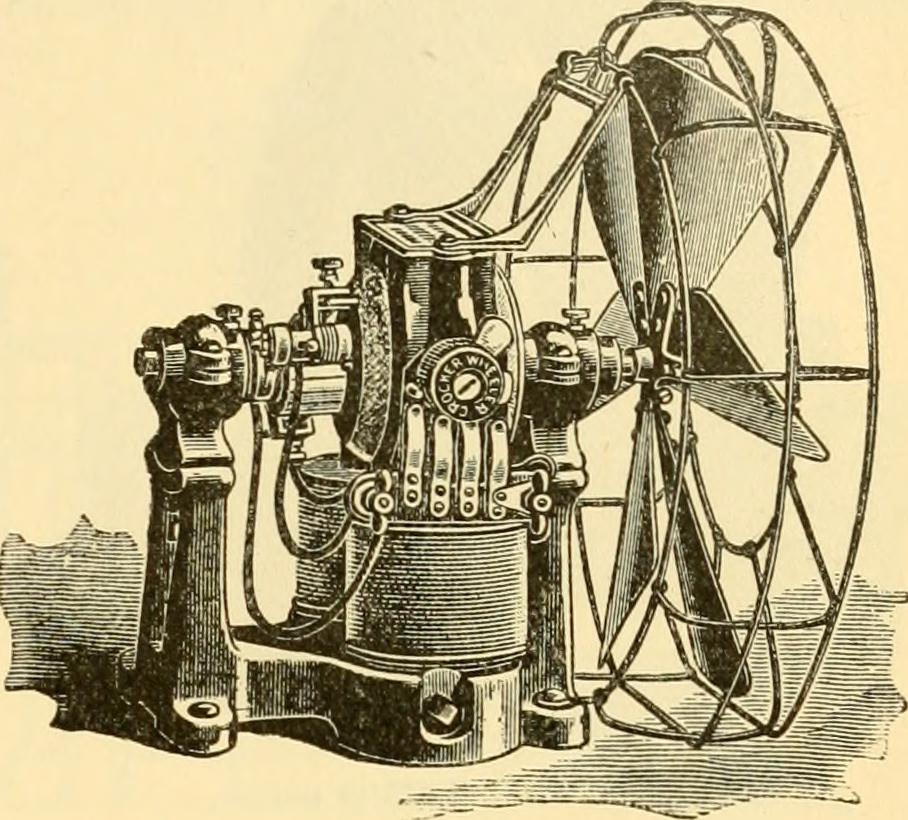
Ventilateur Crocker-Wheeler.

- L'ingénieur américain Schuyler Wheeler met au point un ventilateur électrique[20].

## Publications
- Johann Bauschinger: Über die Veränderung der Elastizitätsgrenze und die Festigkeit des Eisens und Stahls durch Strecken und Quetschen, durch Erwärmen und Abkühlen und durch oftmals wiederholte Beanspruchungen, Mitth. Vol. 13 (1886) : première description de l'« effet Bauschinger ».

- Dugald Clerk : The Gas and Oil Engine.

- Richard von Krafft-Ebing : Psychopathia Sexualis. Le neurologiste germano-autrichien étudie la psychopathologie sexuelle. Il introduit le premier les termes de paranoïa, de sadisme et de masochisme.

## Prix
- Médailles de la Royal Society

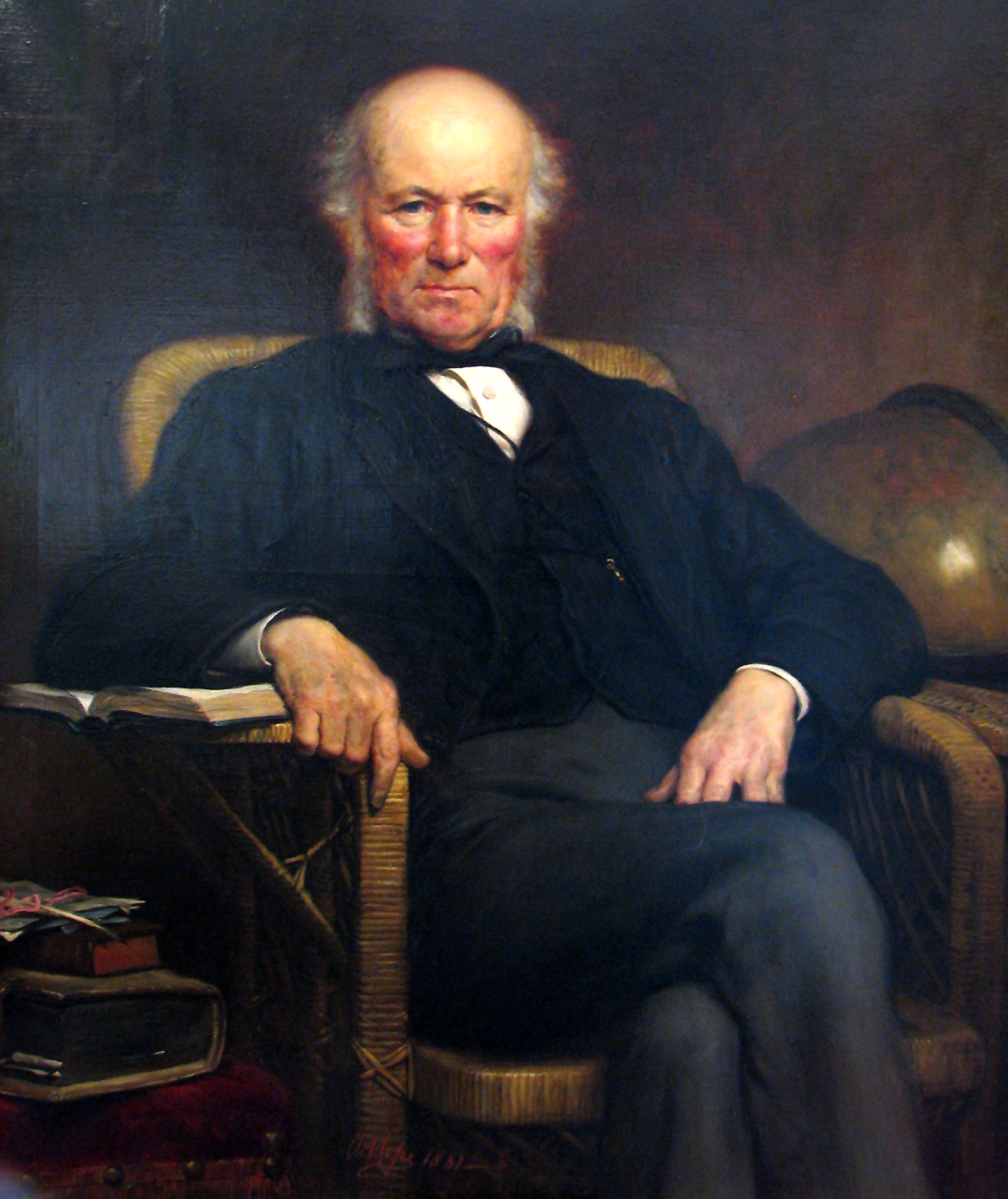
William Pengelly

  - Médaille Copley : Franz Ernst Neumann
  - Médaille Davy : Jean Charles Galissard de Marignac
  - Médaille royale : Peter Guthrie Tait, Francis Galton
  - Médaille Rumford : Samuel Pierpont Langley

- Médailles de la Geological Society of London
  - Médaille Lyell : William Pengelly
  - Médaille Murchison : William Whitaker
  - Médaille Wollaston : Alfred Des Cloizeaux

- Prix Poncelet : Émile Picard

## Naissances

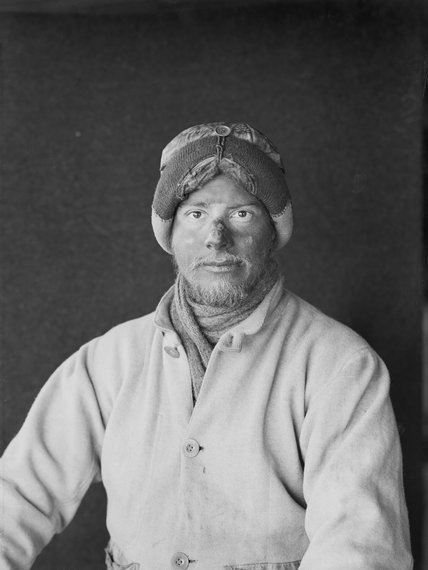
Apsley Cherry-Garrard

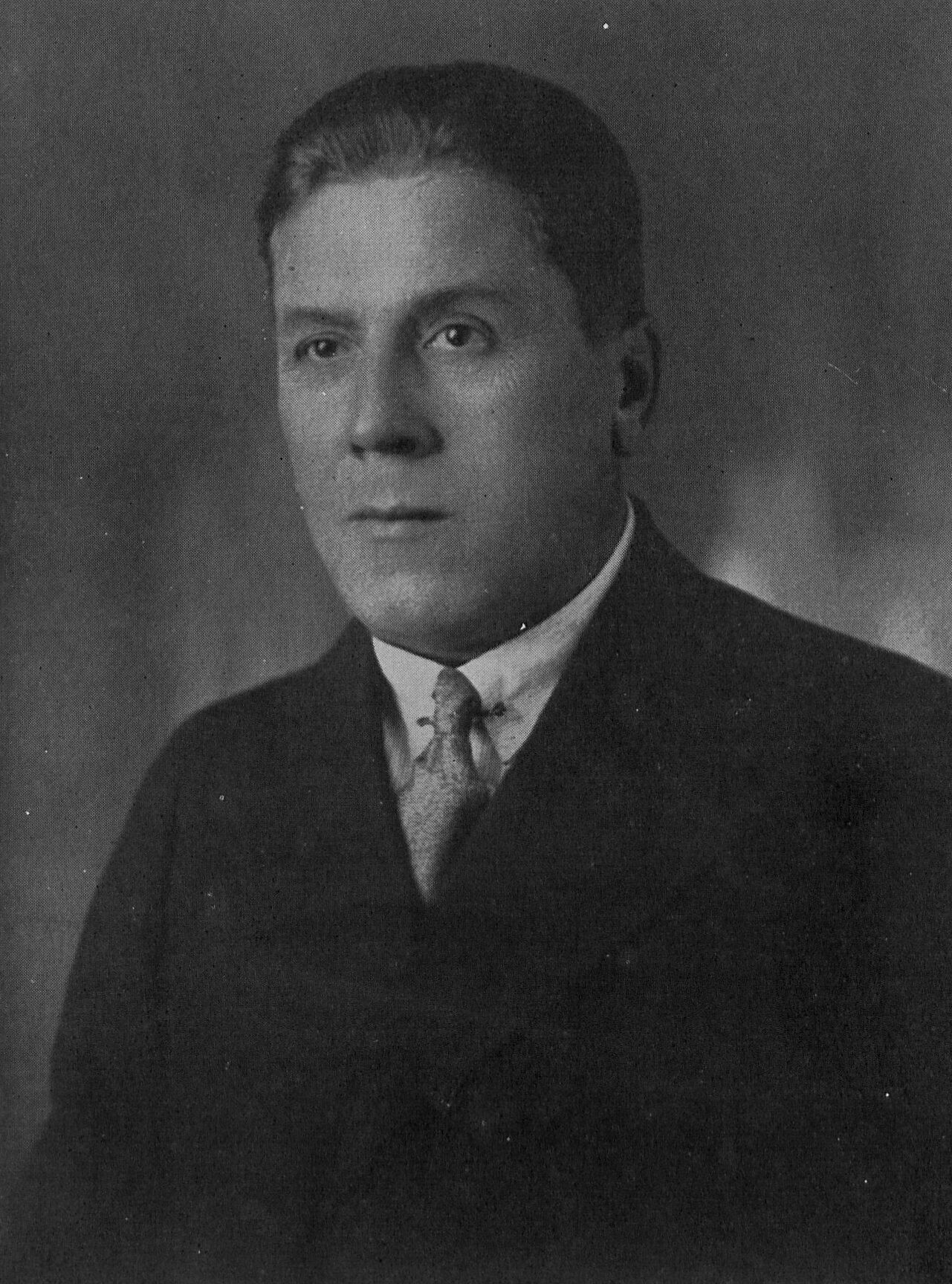
Stanisław Leśniewski

- 2 janvier : Apsley Cherry-Garrard (mort en 1959), explorateur britannique.
- 3 janvier : Grigori Néouïmine (mort en 1946), astronome russe.
- 7 janvier : Amedeo Maiuri (mort en 1963), archéologue italien.
- 28 janvier[21] : Georges Painvin (mort en 1980), géologue, industriel et cryptanalyste français.

- 2 février : Ernst Zinner (mort en 1970), astronome et un historien de l'astronomie allemand.

- 8 mars : Edward Calvin Kendall (mort en 1972), chimiste américain.
- 13 mars : Jan Petrus Benjamin de Josselin de Jong (mort en 1964), anthropologue, archéologue et linguiste néerlandais.
- 14 mars : Wilhelm Lorenz (mort en 1918), astronome allemand.
- 27 mars : Nigel de Grey (mort en 1951), cryptologue britannique.
- 30 mars : Stanisław Leśniewski (mort en 1939), mathématicien, philosophe et logicien polonais.
- 31 mars : Tadeusz Kotarbiński (mort en 1981), philosophe, logicien et praxéologue polonais.

- 9 mai : Georges Tiercy (mort en 1955), astronome suisse.
- 13 mai : Louis Pasteur Vallery-Radot (mort en 1970), médecin français.
- 22 mai : Hermann Stieve (mort en 1952), anatomiste et histologiste allemand[22].

- 18 juin :
  - David Meredith Seares Watson (mort en 1973), zoologiste britannique.
  - Alexander Wetmore (mort en 1978), paléontologue et ornithologue américain.
- 20 juillet : Raymond Priestley (mort en 1974), géologue et géographe britannique.
- 23 juillet : Walter Schottky (mort en 1976), physicien et électronicien allemand.
- 28 juillet : Marcel Jousse (mort en 1961), jésuite et anthropologue français.

- 10 août : George Cœdès (mort en 1969), épigraphiste et archéologue français.

- 12 septembre : Gilbert Rougier (mort en 1947), ingénieur-chimiste puis astronome français.
- 13 septembre : Robert Robinson (mort en 1975), chimiste britannique, prix Nobel de chimie en 1947.

- 2 octobre : Robert Jules Trumpler (mort en 1956), astronome suisse-américain.
- 16 octobre : Gerhart Rodenwaldt (mort en 1945), archéologue allemand.

- 8 novembre : Joseph Hackin (mort en 1941), archéologue français d'origine luxembourgeoise.
- 12 novembre : Günter Dyhrenfurth (mort en 1975), alpiniste, géologue, géographe et paléontologue suisse.
- 14 novembre : Florentino López Cuevillas (mort en 1958), écrivain, historien et archéologue galicien.
- 15 novembre : René Guénon (mort en 1951), métaphysicien français.
- 20 novembre : Karl von Frisch (mort en 1982), éthologiste autrichien, prix Nobel de physiologie ou médecine en 1973.

- 3 décembre : Karl Manne Georg Siegbahn (mort en 1978), physicien suédois, prix Nobel de physique en 1924.
- 10 décembre[21] : Edmund Kiss (mort en 1960), archéologue et écrivain allemand.
- 21 décembre : Hermann Kees (mort en 1964), égyptologue et professeur allemand.
- 26 décembre : Maurice Glaize (mort en 1964), archéologue français.

## Décès

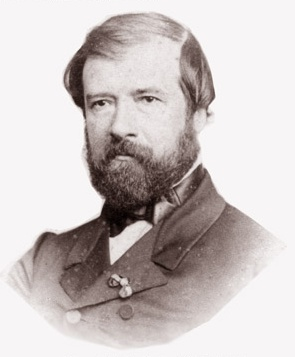
Jules Jamin

- 6 janvier : Barré de Saint-Venant (né en 1797), ingénieur, physicien et mathématicien français.
- 2 février : Heinrich Fischer (né en 1817), zoologiste et minéralogiste allemand.
- 12 février : Jules Jamin (né en 1818), physicien français.
- 19 juin : Olry Terquem (né en 1797), géologue français.
- 22 juin : Henry Fletcher Hance (né en 1827) artiste et botaniste britannique.
- 24 juin : William King (né en 1809), géologue britannique.
- 10 août : George Busk (né en 1807), chirurgien, zoologiste et paléontologue britannique.
- 17 août : Alexandre Boutlerov (né en 1828), chimiste russe.
- 21 octobre : Jules Bouis (né en 1822), chimiste français.
- 14 novembre : Alexandre-Émile Béguyer de Chancourtois (né en 1820), géologue et minéralogiste français.
- 26 décembre : Theodor von Oppolzer (né en 1841), mathématicien et astronome autrichien.